# Achraf Dari
Achraf Dari (arabisch أشرف داري, DMG Ašraf Dārī; * 6. Mai 1999 in Casablanca) ist ein marokkanischer Fußballspieler.

## Karriere

### Klub
Er spielte in der Jugend von Wydad Casablanca und wechselte von dort zur Saison 2016/17 erst in die Reserve-Mannschaft und zur Spielzeit 2018/19 schließlich fest in die erste Mannschaft. Mit diesem Team gewann er dann drei Mal die Meisterschaft und in der Spielzeit 2021/22 auch die Champions League. Seit der Saison 2022/23 ist er in Frankreich bei Stade Brest aktiv. Anfang Februar 2024 wurde er für den Rest der Saison an den belgischen Erstdivisionär Sporting Charleroi ausgeliehen. Er bestritt dort 9 von 13 möglichen Ligaspielen, in denen er drei Tore schoss. 

### Nationalmannschaft
Seinen ersten bekannten Einsatz für die marokkanische A-Nationalmannschaft hatte er am 7. Dezember 2021 bei 1:0-Sieg über Saudi-Arabien während der Gruppenphase des FIFA-Arabien-Pokal 2021. Mit der marokkanischen Mannschaft erreichte er bei der Weltmeisterschaft 2022 das Halbfinale.